# 向井敏
向井 敏（むかい さとし、1930年9月24日 - 2002年1月4日）は、日本のエッセイスト。

## 人物
大阪府和泉市生まれ。1953年、大阪大学文学部仏文学科卒業、1955年、大阪大学大学院修士課程修了。在学中から開高健、谷沢永一らの同人誌『えんぴつ』に参加。
1960年4月、電通入社、1982年3月退社。
21年間コマーシャルの世界にいて、そのうち11年間は製作現場におり、日航の広告“東京午前零時”など多くのテレビCMを手がけた。勤務のかたわら「電通報」、毎日新聞のコラムを執筆。1977年、テレビCMを論じた『紋章だけの王国』を上梓。
退社後の1983年に、CM批評『虹をつくる男たち』でサントリー学芸賞受賞。以後本格的に読書エッセイ・書評を軸に数多く執筆刊行、1988年には『文章読本』を上梓、作家以外による初めての文章読本としてさまざまな話題と論議を呼んだ。
開高健の没後に発足した開高健賞選考委員。藤沢周平、司馬遼太郎の作品解説を多く行った。著書の内十数冊は読書関連である。

## 著書
- 『紋章だけの王国 テレビCMの歴史と構造』日本実業出版社, 1977
- 『にぎやかな遊歩道 広告とことば』創拓社, 1979
- 『虹をつくる男たち コマーシャルの30年』文藝春秋, 1983
- 『贅沢な読書 何を選ぶか』講談社現代新書, 1983
- 『書斎の旅人』新潮社, 1983、中公文庫, 1993
- 『晴ときどき嵐 読書エッセイ』文藝春秋, 1984
- 『本のなかの本』毎日新聞社, 1986、中公文庫, 1990
- 『読書遊記』講談社, 1987
- 『文章読本』文藝春秋, 1988、文春文庫, 1991
- 『傑作の条件』文藝春秋, 1989、文春文庫, 1992
- 『文章の貴族』文藝春秋, 1990
- 『真夜中の喝采　新編読書遊記』講談社, 1991
- 『開高健　青春の闇』文藝春秋, 1992、文春文庫, 1999
- 『本の船』毎日新聞社, 1992
- 『表現とは何か』文藝春秋, 1993
- 『海坂藩の侍たち　藤沢周平と時代小説』文藝春秋, 1994、文春文庫, 1998
- 『昔も今も』潮出版社, 1995
- 『机上の一群』文藝春秋, 1995
- 『探偵日和』毎日新聞社, 1998
- 『司馬遼太郎の歳月』文藝春秋, 2000[3]
- 『残る本 残る人』新潮社, 2001
- 『背たけにあわせて本を読む』文藝春秋, 2002。遺著

### 共編著
- 『縦横無尽 読書巷談　とっておきの50冊』 谷沢永一、日本経済新聞社, 1980、講談社文庫, 1985
- 『書斎のポ・ト・フ』 開高健・谷沢永一、潮出版社, 1981、潮文庫, 1984、ちくま文庫, 2012（山崎正和解説）
- 『時代小説作家 ベスト101』 新書館, 2002。編著、執筆陣は多数